# The MDNA Tour
The MDNA Tour è stato il nono tour di concerti della cantautrice statunitense Madonna, a supporto del suo dodicesimo album in studio MDNA (2012).
Con questo tour Madonna si esibì per la prima volta negli Emirati Arabi, in Ucraina, in Colombia e in Scozia.
Il tour fu concepito dalla stessa Madonna come "un viaggio dell'anima tra luce e tenebre".
A settembre 2013 fu pubblicato il dvd del tour, MDNA Tour.

## Successo commerciale
I biglietti sono stati messi in vendita il 7 febbraio 2012, due giorni dopo l'esibizione di Madonna al Super Bowl XLVI Bridgestone Halftime Show. In seguito alla messa in vendita, molte date del tour hanno registrato il tutto esaurito in pochi minuti.

### Asia
Il tour è cominciato a Tel Aviv, in Israele, il 31 maggio 2012 dove Madonna si è esibita davanti ad un pubblico sold-out di 33 000 persone al Ramat Gan Stadium. In seguito il tour è sbarcato ad Abu Dhabi, dove Madonna non si era mai esibita nel corso della sua carriera. Infatti, i 22 000 biglietti per la prima data sono andati esauriti in meno di un'ora, costringendo Live Nation ad aggiungere un'ulteriore data, anch'essa sold-out in pochi giorni.. Le due date ad Abu Dhabi, hanno venduto oltre 45 000 biglietti con un incasso di otto milioni di dollari. L'ultima tappa asiatica è Istanbul, dove Madonna non teneva concerti dal 1993. Tutti i 47 000 biglietti sono finiti in quattro giorni..

### Europa

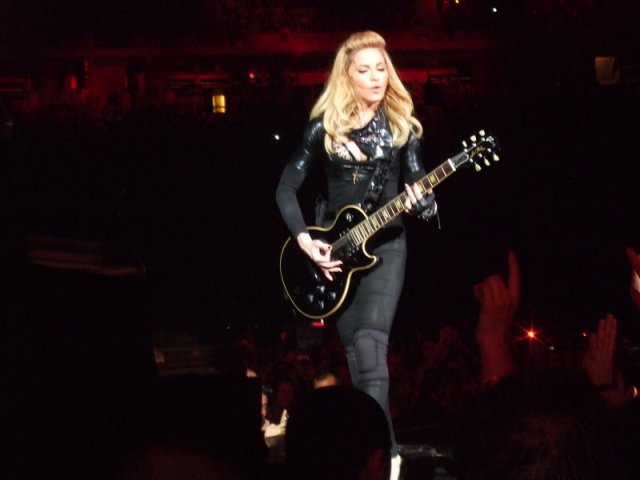
Madonna esegue I Don't Give A nella data di Milano

Il tour europeo è partito da Roma. In totale, le tre date italiane a Roma, Milano e Firenze, hanno venduto 132 000 biglietti con un incasso complessivo superiore ai 12 milioni di dollari. Le date di Barcellona, Berlino e Amsterdam hanno registrato il sold-out in tempi da record. Anche le tre date inglesi a Londra, Birmingham e Edimburgo, hanno avuto un grande successo, con 117 000 biglietti venduti e un incasso di 13 milioni e mezzo di dollari. La data europea che ha avuto maggior successo è stata quella di Parigi allo Stade de France, dove sono stati venduti 62 000 biglietti con un incasso superiore ai 7 milioni di dollari.

### Nord America

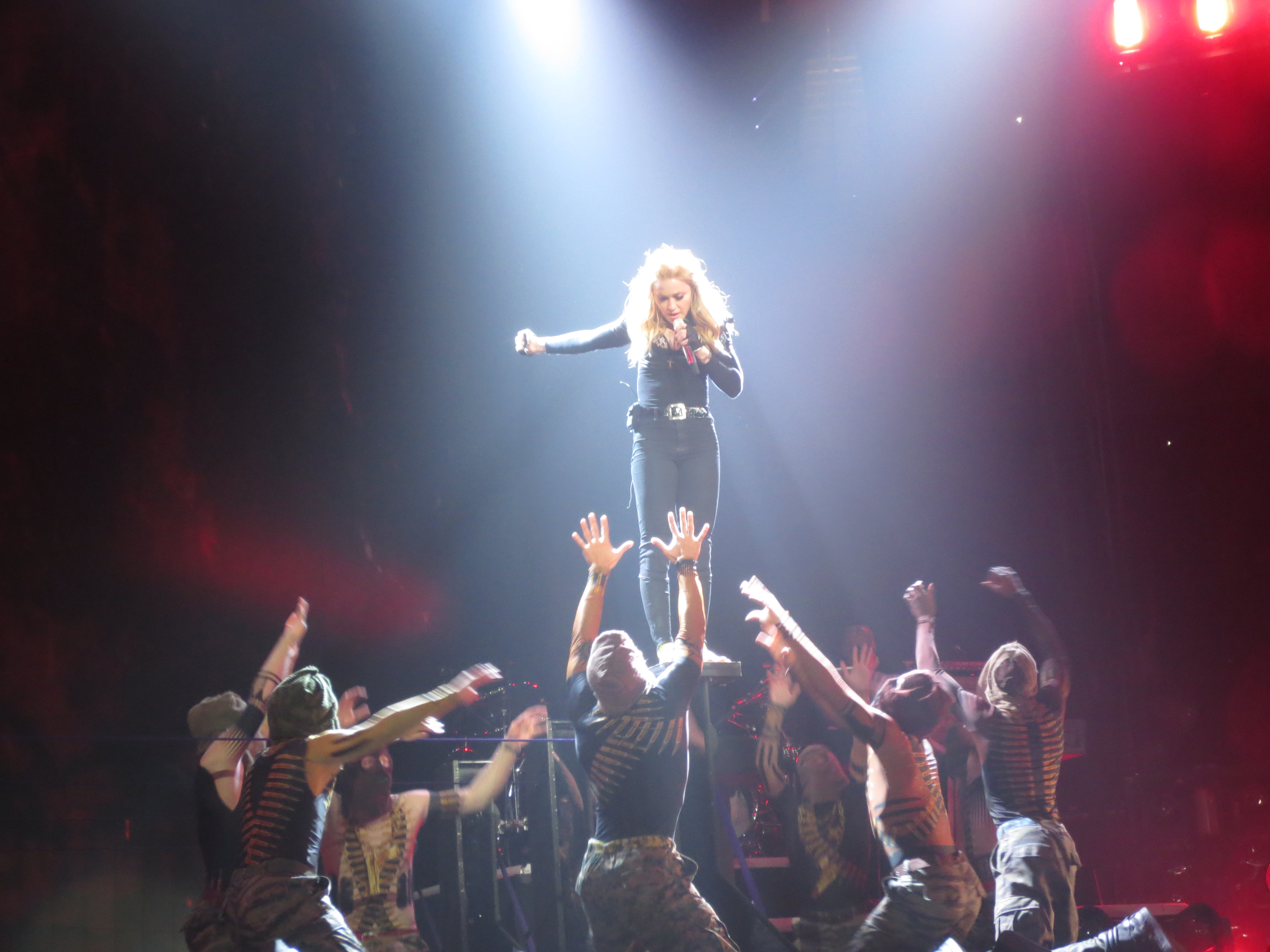
Madonna in concerto a Houston

La leg nordamericana è cominciata da Filadelfia. Le date nordamericane hanno avuto un enorme successo di pubblico: i biglietti a Kansas City sono finiti in 12 minuti, quelli a Houston in meno di un'ora, quelli di Montréal in 20 minuti e quelli di Ottawa in 21 minuti.. . In seguito tutte le date nordamericane hanno registrato il sold-out. Madonna è stata la prima artista donna ad aver registrato il tutto esaurito per due serate al Yankee Stadium a New York, vendendo quasi 80 000 biglietti, dei quali i 40 000 per la prima data venduti in soli 20 minuti, mentre a Québec, è riuscita a totalizzare per una sola sera, un pubblico record di oltre 70 000 persone. Il tour nordamericano si è concluso a Città del Messico, dove sono stati venduti oltre 84 000 biglietti in due date.

### Sud America
Il tour sudamericano è cominciato a Medellín, in Colombia, dove Madonna non si era mai esibita. I biglietti per la prima data sono andati esauriti in meno di un giorno, mentre quelli per l'altra data in una settimana, per un totale di oltre 90 000 biglietti venduti. Successivamente il tour sbarca a Rio de Janeiro, con uno show sold out di fronte a 34 000 persone al Parque dos Atletas. Il tour poi, arriva a San Paolo, dove per due date si vendono oltre 85 000 biglietti. La leg brasiliana si chiude a Porto Alegre, con uno spettacolo sold out di fronte a 42 000 fan allo Stadio Olimpico. In Brasile sono stati venduti 100.000 biglietti in soli 2 giorni. Il tour continua a Buenos Aires, Santiago del Cile e Córdoba.

### Incasso complessivo
L'incasso complessivo del tour è di $ 305,158,362, mentre i biglietti venduti sono stati 2,212,325. Grazie a questo enorme successo ottenuto, il MDNA Tour è il secondo tour di Madonna più redditizio (dietro lo Sticky & Sweet Tour), il tour più redditizio del 2012, il secondo tour di un'artista femminile con l'incasso più alto di sempre (ancora una volta dietro lo Sticky & Sweet Tour, facendo così stabilire a Madonna il record per occupare la prima e la seconda posizione dei tour femminili di maggior successo) e infine, diviene il decimo tour con il maggior incasso della storia della musica.

## Il tour
Le prove del tour cominciarono ufficialmente nel febbraio 2012, subito dopo l'esibizione al Super Bowl. Il 1º maggio 2012, l'intero staff si sposta a Long Island al Nassau Veterans Memorial Coliseum per cominciare le prove sul nuovo palco progettato con una passerella triangolare, detta "Golden Triangle" in cui verranno ospitati, tramite concorso ufficiale, i fans.
Il tour parte il 31 maggio da Tel Aviv, per approdare, per la prima volta ad Abu Dhabi (con due concerti) e Istanbul per poi sbarcare in Europa dove per tutta l'estate ha toccato le principali città europee.

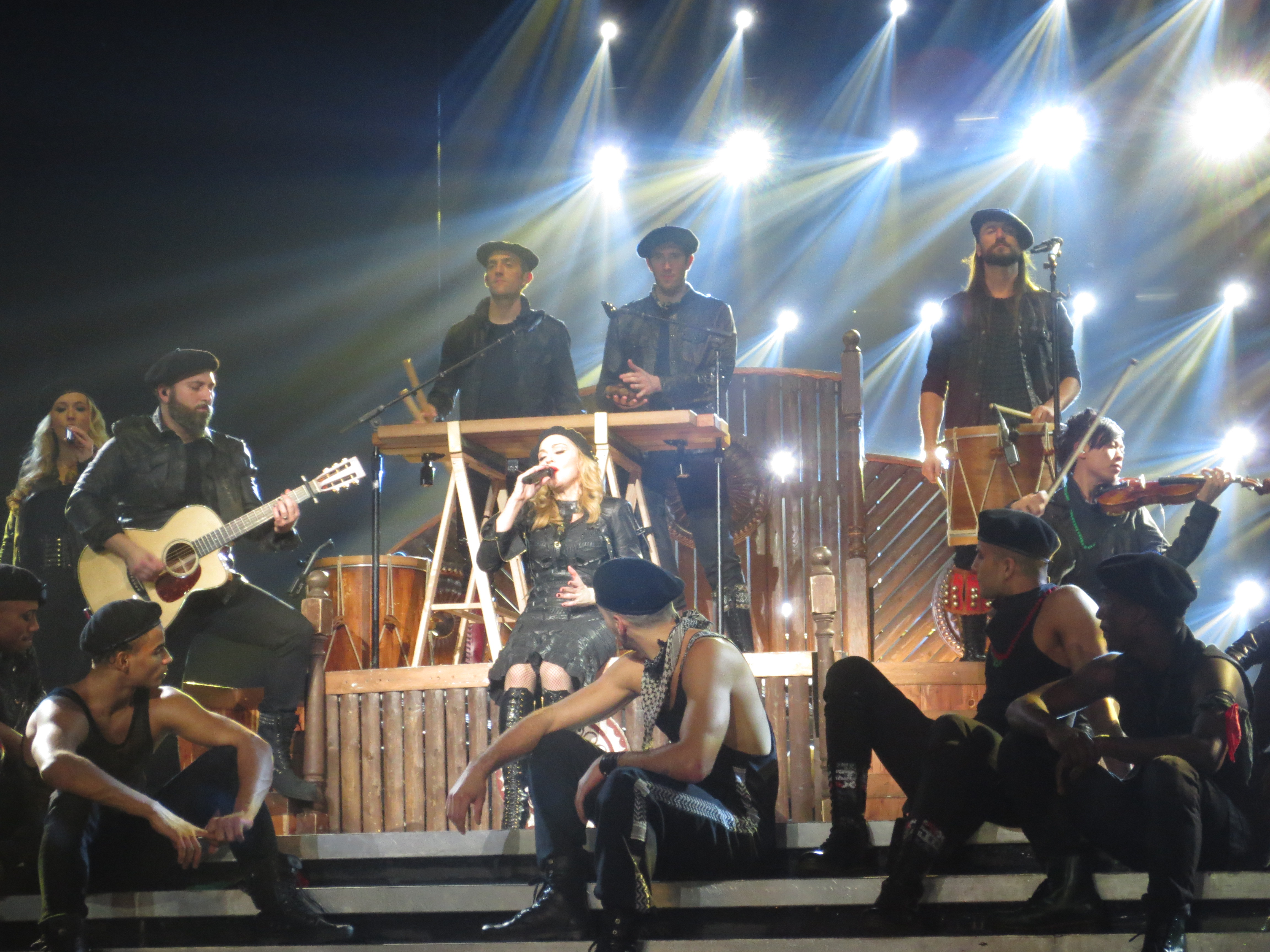
Madonna esegue Masterpiece nella data di Houston

Sin dalla partenza il tour è stato al centro di numerose polemiche, prima tra tutte quella che vedeva coinvolta la politica francese di estrema destra Marine Le Pen, in cui veniva mostrata durante il video di Nobody Knows Me con una svastica sulla fronte, durante il morphing di una serie di volti. Marine Le Pen, ha minacciato di denunciare la cantante qualora la scena con la svastica fosse apparsa anche durante il concerto a Parigi. Durante l'esibizione ad Istanbul, la cantante ha mostrato brevemente il seno destro al pubblico, destando le ire di numerosi gruppi religiosi, che hanno subito polemizzato sull'accaduto. In Scozia, la polizia locale, dopo il Massacro di Aurora avvenuto il giorno prima nella città americana di Denver, aveva intimato la cantante a non utilizzare le pistole durante la performance di Edimburgo. L'intimidazione non ha portato alla rimozione della armi incriminate ma, a causa dell'incessante pioggia, l'esclusione dalla scaletta di due canzoni: Like a virgin e  I'm addicted. L'apertura dello show venne criticata dalla Chiesa come "apertura satanica".
Nelle date russe, Madonna, ha preso una posizione esplicitamente contraria alla decisione della corte russa dell'arresto del gruppo Punk rock russo Pussy Riot, fermate in seguito a un'esibizione non autorizzata contro il primo ministro Vladimir Putin. Grande tensione a San Pietroburgo, dove Madonna è stata accusata di aver violato la legge contro la «propaganda gay», tuttora attiva nella città, e denunciata per danni morali per aver promosso l'omosessualità: le accuse sono state ufficialmente ritirate dalla corte russa il 22 novembre 2012, con sentenza a favore della stessa Madonna.
A fine agosto inizia la tranche americana del tour, partendo da Filadelfia per poi continuare nelle maggiori città americane e canadesi terminando il 24 e 25 a novembre a Miami, data registrata per la pubblicazione in Blu-ray e DVD, diretto da Stéphane Sennour e Danny Tull.
Il 20 settembre a Chicago viene aggiunta ufficialmente alla scaletta originale la canzone Love Spent; mentre, in occasione del 30º anniversario dell'uscita del singolo Everybody, viene cantata nella data di San Jose in California.
Durante il secondo spettacolo al Madison Square Garden di New York, Masterpice non è stata eseguita. Madonna ha invece cantato insieme al rapper sudcoreano Psy un mash-up di Give It 2 Me e Gangnam Style, seguito da Music.
Il trionfo di vendite e pubblico nelle date sud americane ha concluso la quarta leg del tour, cominciata positivamente sin dall'inizio. Infatti solo per le date colombiane, ben 38.000 biglietti sono andati venduti in 60 minuti, mentre in due giorni oltre 100.000 biglietti venduti per le date brasiliane.. Nella seconda data di Città del Messico e nella prima di Medellín, è stata eseguita in onore del pubblico sudamericano la canzone Spanish Lesson. Mentre, durante le due date a Buenos Aires, Madonna ha cantato Don't Cry for Me, Argentina al posto di Like a Virgin. In Cile, Madonna è stata fortemente contestata per la lunga attesa di oltre due ore, dovuta principalmente alla fortissima pioggia battente che ha modificato sensibilmente lo svolgimento dello spettacolo. Infatti, il primo segmento dello spettacolo venne saltato completamente e il concerto cominciò da Express Yourself. Mentre, per l'ultima data del tour a Còrdoba, durante l'esecuzione di Open Your Heart, un improvviso blackout ha impedito a Madonna di finire la canzone. Lo show è stato ripreso un'ora dopo con Vogue.
Nel luglio del 2012, un comunicato ufficiale della casa discografica di Madonna, annuncia la cancellazione del tour australiano, in programma nel 2013.

## Sinossi
Lo spettacolo è stato diviso in 4 atti più un Encore: Transgression, Propechy, Masculine/Feminine, Redemption e l'Encore:

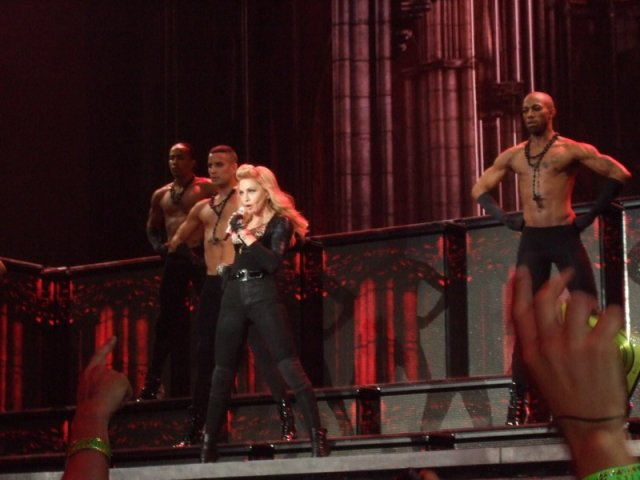
Madonna esegue Girl Gone Wild

Lo show inizia con un'ambientazione simile a quella di una chiesa, mentre i ballerini fanno dondolare un gigantesco turibolo e viene intonato un canto religioso. Successivamente, Madonna entra in scena dentro un confessionale sospeso a mezz'aria, recitando l'atto di dolore. Quando la preghiera finisce, l'artista impugna un mitra e il confessionale cala a terra, permettendole di uscire per cantare Girl Gone Wild . In seguito viene eseguita Revolver , con l'ausilio di un video dove Lil Wayne canta la sua parte nella canzone. Successivamente Madonna entra dentro una finta stanza di un motel dove esegue Gang Bang , durante la quale inscena un combattimento con un ballerino. Dopo aver terminato il combattimento ed aver "messo K.O." il ballerino, la cantante esegue un medley di Papa Don't Preach e un Hung Up. In quest'ultima parte del medley, Madonna viene fatta camminare sopra delle corde. A questo punto, l'artista prende una chitarra elettrica ed esegue I Don't Give A.

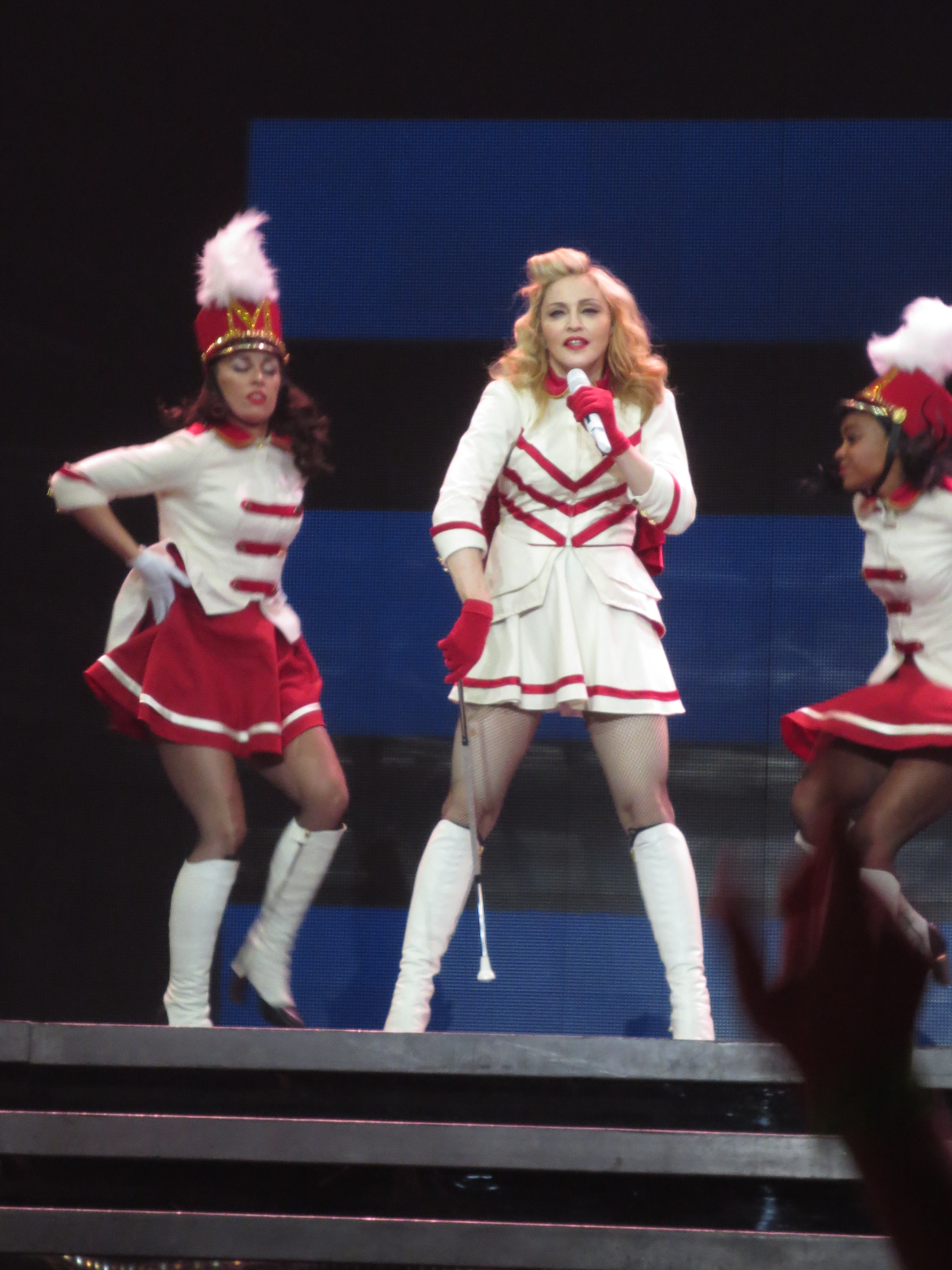
Madonna esegue Express Yourself

Dopo un video interludio e una breve introduzione, Madonna riappare sul palco indossando un abito da cheerleader bianco e rosso per eseguire Express Yourself, che per l'occasione è stata mischiata a Born This Way di Lady Gaga e She's Not Me . In seguito viene eseguito un breve remix di Give Me All Your Luvin', durante il quale Madonna esegue una corografia con dei pon-pon e i ballerini maschi suonano dei tamburi, per poi sparire sotto il palco.
Viene poi proiettato un video intermezzo chiamato Radio Dial Static Medley, che non è altro che un mix di molti suoi successi. Al termine di quest'ultimo, l'artista torna in scena indossando un abito nero ed esegue Turn Up the Radio insieme ai chitarristi della band. Successivamente fa un discorso per poi eseguire una versione tribale di Open Your Heart  e Masterpiece.
Un nuovo video di Justify My Love e i suoni degli scatti delle macchine fotografiche introducono il terzo atto dello show. Madonna torna in scena indossando una camicia bianca, una cravatta, dei pantaloni e un corpetto neri ed esegue Vogue, mentre i ballerini simulano una sfilata di moda indossando degli abiti molto stravaganti. Successivamente si toglie il corpetto ed esegue Erotic Candy Shop, durante la quale finge di amoreggiare con alcuni suoi ballerini. Questo brano non è altro che una versione leggermente modificata di Candy Shop mischiata al singolo Erotica.  Human Nature viene eseguita con l'ausilio di specchi giganti e, al termine di quest'ultima, Madonna si toglie la camicia, la cravatta e i pantaloni rimanendo in biancheria intima. Una volta fatto questo, appare sul palco un uomo che suona il pianoforte, e che accompagna Madonna in una versione lenta e malinconica di Like a Virgin , che presenta la base di Evgeni's Waltz. Per il numero finale di questo atto, un uomo abbraccia la cantante da dietro, per poi farle indossare un corpetto nero: viene eseguita così Love Spent.

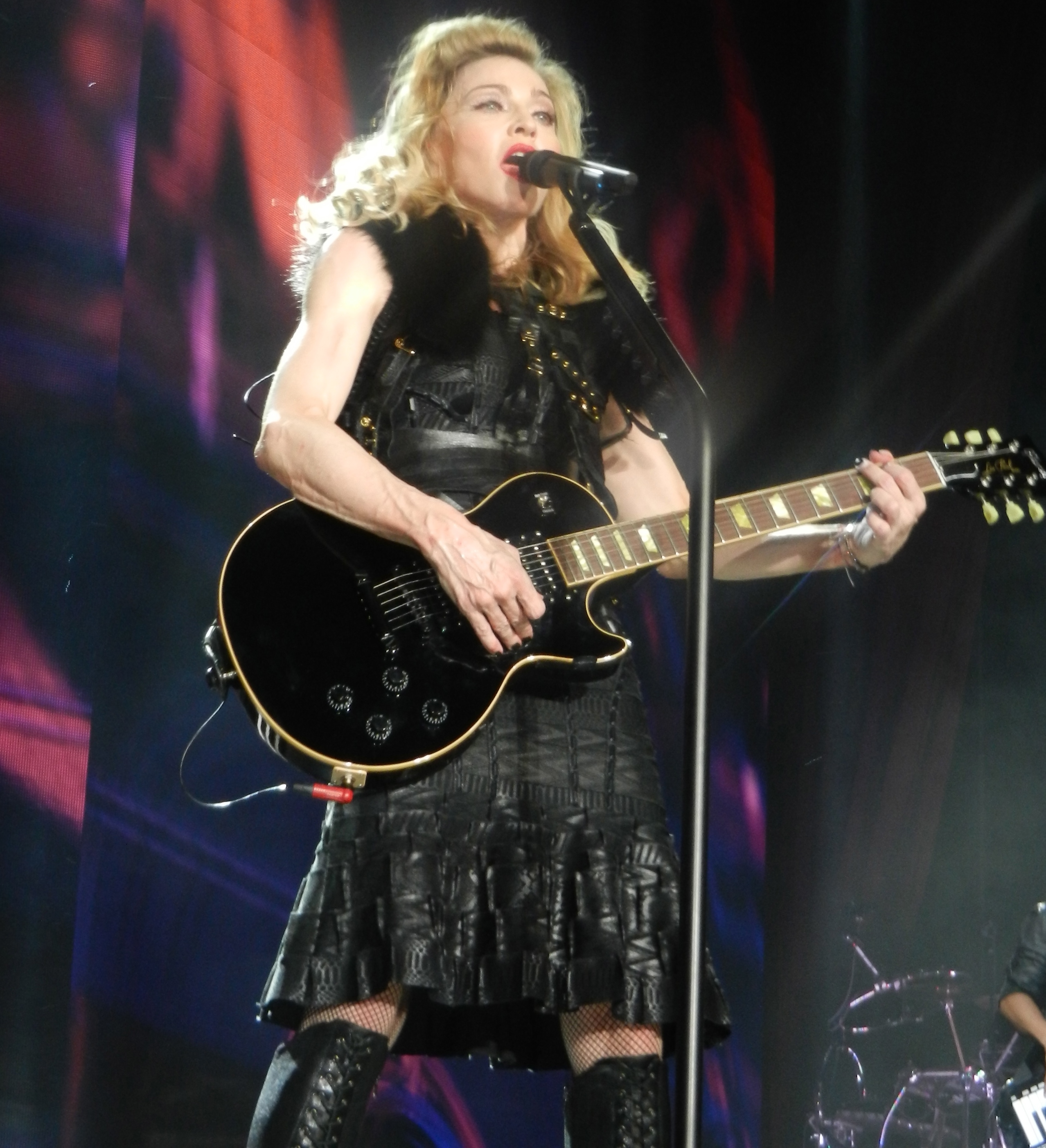
Madonna esegue Turn Up the Radio

L'inizio dell'ultimo atto è segnato dal nuovo video di Nobody Knows Me. Il video mostra Madonna che, tramite un morphing di facce, impersona alcuni personaggi politici, con indosso degli abiti di varie culture diverse, mentre si susseguono immagini di guerra e una dedica ad alcuni ragazzi morti suicidi per via del bullismo. Tra questi figura anche Kenneth Weishuhn. La cantante torna sul palco indossando una lunga tunica di color grigio scuro ispirata a Giovanna d'Arco con la scritta "MDNA" sulla schiena, ed esegue I'm Addicted mentre i suoi ballerini simulano delle arti marziali. Successivamente tre parti del palco si alzano, diventando simili a dei treni e la cantante ci sale sopra, per eseguire I'm a Sinner, durante la quale si assiste ad un viaggio virtuale in India. Dopo una intro ispirata ad un canto religioso, l'artista esegue Like a Prayer con i ballerini vestiti da coro gospel e il palco invaso da luci dorate. Al termine del brano, Madonna sparisce sotto il palco, mentre un breve video introduce la performance di Celebration, durante la quale la cantante e i ballerini simulano una discoteca per poi salutare il pubblico e chiudere lo show.

## Recensioni

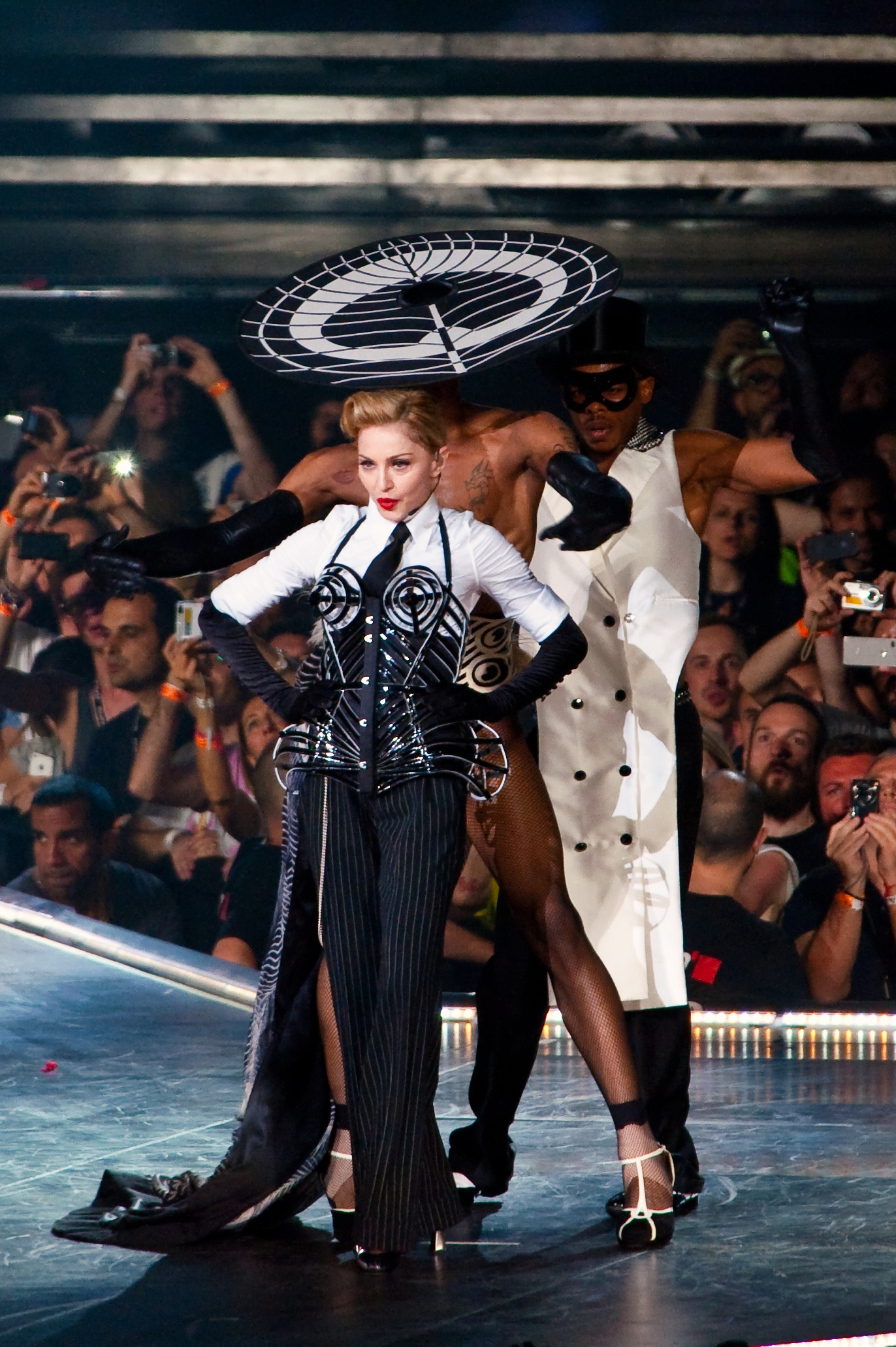
Madonna esegue Vogue

In Italia le recensioni allo show sono state varie, ma la maggior parte positive, tra cui quella del TGcom24 "un tour così ricco e maestoso, la produzione più riuscita e completa". Sul concerto di Tel-Aviv RAInews24 riporta il discorso sulla pace fatto da Madonna durante il concerto, definendolo il discorso della regina, mentre sul concerto romano scrive: "lo show non tentenna mai, è assolutamente e perfettamente rodato", e su Madonna: "in tante hanno cercato di imitarla, ma nessuna c'è ancora riuscita - dà ancora tanto filo da torcere alle rivali, o presunte tali". Sempre sulla prima data italiana, CityNews Roma scrive: "la scenografia dell'apertura lascia subito senza parole", "lo spettacolo è stato incredibile. Strepitosi i ballerini, i costumi, i video e soprattutto lei che ha cantato senza sosta sino a mezzanotte". Decisamente negativi, invece, i commenti di Repubblica, che etichetta Madonna come una "peccatrice ostinata" mentre il Corriere della Sera accoglie lo show con una fredda recensione ma elogia la cantante: "la sua invidiabile energia non impediscono alla noia di affacciarsi durante il concerto".
Nel resto del mondo, i commenti allo spettacolo sono stati unanimemente positivi. In Israele il The Jerusalem Post descrive lo show come "un assalto alla scena" concludendo in modo entusiastico "dite quello che volete, ma Madonna sa come mettere su un bello spettacolo".
In Germania il quotidiano Berliner Morgenpost scrive: "Madonna dal vivo nel 2012 è ancora magica e senza eguali", mentre dello show a Colonia il quotidiano WDR 2 dice: "Madonna giustifica pienamente la sua pretesa al titolo di Regina del Pop", "ha sorpreso il suo pubblico entusiasta, eroticamente e in modo provocatorio.", affermando poi che "domina sul palco anche dopo 30 anni".
Il quotidiano spagnolo El País scrive: "Madonna mostra la sua intelligenza, femminilità ed eleganza in uno show ballabile e spettacolare".

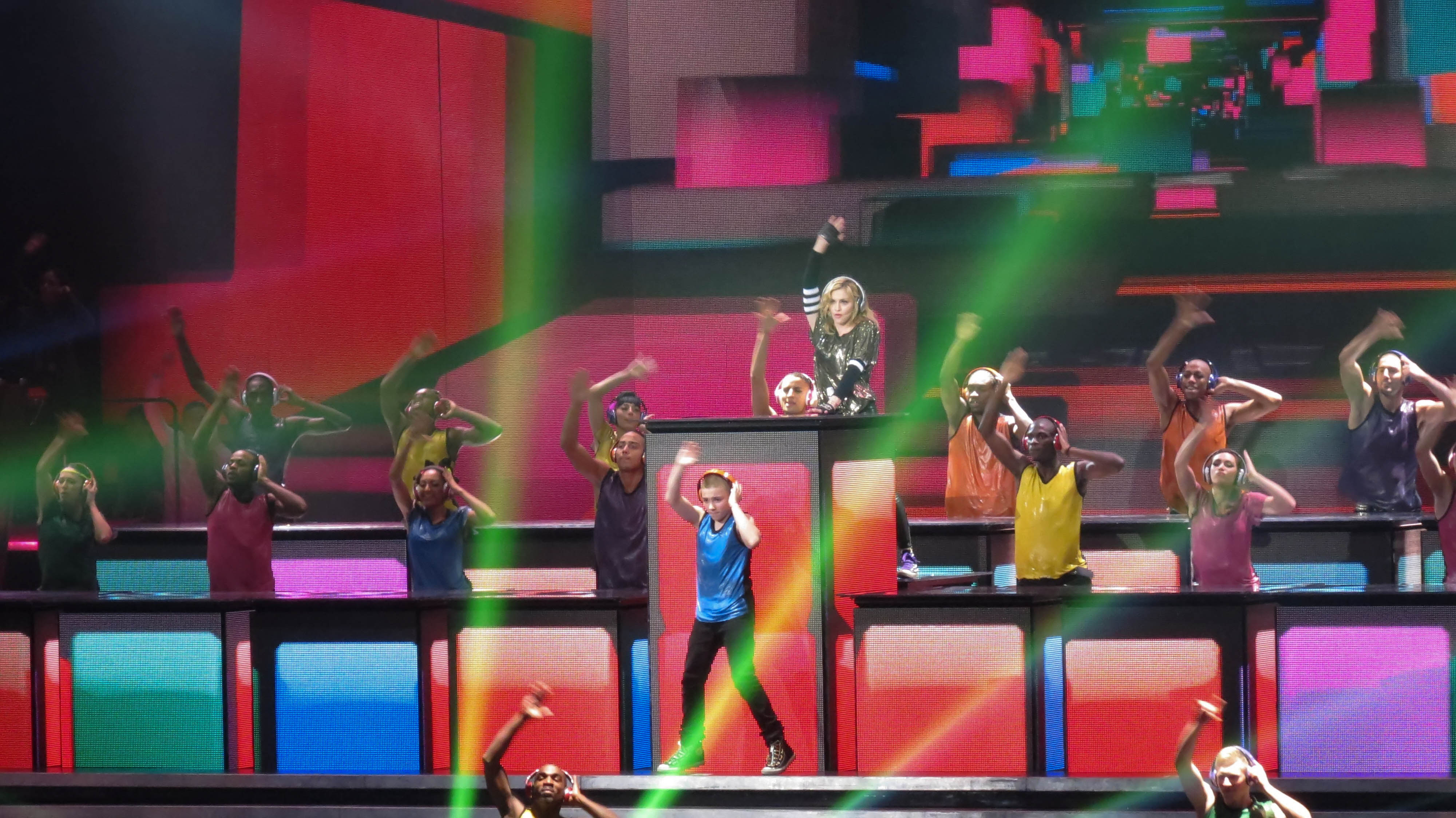
Madonna e i suoi ballerini chiudono lo show con Celebration

Negli Stati Uniti il New York Times scrive che "il concerto è una visualizzazione di energia e ricco di inventiva"; mentre il New York Daily definisce lo show "un'idea ad alta intensità, un messaggio avvolto in un ricco enigma che deve essere visto per crederci" e continuando dicendo che lo spettacolo"merita lodi".
In Canada Le Journal de Montréal scrive di Madonna: "l'icona indistruttibile ha proposto un concerto a volte oscuro, a volte leggero, ma sempre divertente e stimolante", e commenta che lo spettacolo è "un esercizio affascinante che riflette il viaggio di un cantante pop che ha raggiunto la sua piena maturità artistica". In Colombia le principali testate giornalistiche hanno espresso ottime recensioni, definendo "storica" e "senza precedenti" la prima visita di Madonna nel loro paese. In Brasile "Madonna ha dimostrato che è lei la regina", il Jornal do Brasil ha osannato lo show etichettandolo come "un sensazionale spettacolo di Broadway". Diversamente da quanto riportato da Live Nation, le maggiori testate giornalistiche brasiliane, affermarono che, durante lo show di Rio de Janeiro, il pubblico presente fosse di oltre 67.000 persone. persone Anche in Argentina la critica nazionale ha elogiato Madonna dicendo "Madonna non ha perso una virgola di quello che ha caratterizzato tutta la sua carriera: spettacolarità, sensualità e, soprattutto, una vestibilità perfetta" e riguardo allo spettacolo "è calcolato al millimetro, è una sintesi erotica, violenta, caotica, accurato e critico dei nostri costumi, raccontati in quasi due ore di intramontabile spettacolo" e "interpretazione accattivante".

## Scaletta
I atto - Transgression
Virgin Mary (intro contenente elementi di Act of Contrition, Psalm 91, Birjina Gaztetto Bat Zegoen e Girl Gone Wild)
1. Girl Gone Wild (contiene elementi di Material Girl e Give It 2 Me)
2. Revolver
3. Gang Bang
4. Papa Don't Preach / Hung Up (contiene elementi di Girl Gone Wild)
5. I Don't Give A

Best Friend (video Interludio contenente elementi di Heartbeat)
II atto - Prophecy
1. Express Yourself (Local Mix) [contiene elementi di Born This Way e She's Not Me]
2. Give Me All Your Luvin' (Just Blaze Remix)

Radio Dial Static Medley (Video interludio contenente elementi di Holiday, Into the Groove, Lucky Star, Like a Virgin, 4 Minutes, Ray of Light e Music)
1. Turn Up the Radio
2. Open Your Heart (contiene elementi di Sagarra Jo)
3. Masterpiece

III atto -  Masculine/Feminine
Justify My Love (video interludio)
1. Vogue
2. Erotic Candy Shop (contiene elementi di Candy Shop, Erotica e Ashamed of Myself)
3. Human Nature
4. Like a Virgin Waltz (contiene elementi di Like a Virgin ed Evgeni's Waltz)
5. Love Spent (contiene elementi di Evgeni's Waltz)

IV atto - Redemption
Nobody Knows Me (video interludio)
1. I'm Addicted
2. I'm A Sinner (contiene elementi di Cyber-Raga)
3. Like a Prayer
4. Celebration (Benny Benassi Remix) (contiene elementi di Girl Gone Wild e di Give It 2 Me)

## Concerto all'Olympia
Il 26 luglio 2012 Madonna ha tenuto un concerto speciale al teatro Olympia di Parigi davanti a 2700 spettatori in omaggio agli artisti francesi che l'hanno ispirata.

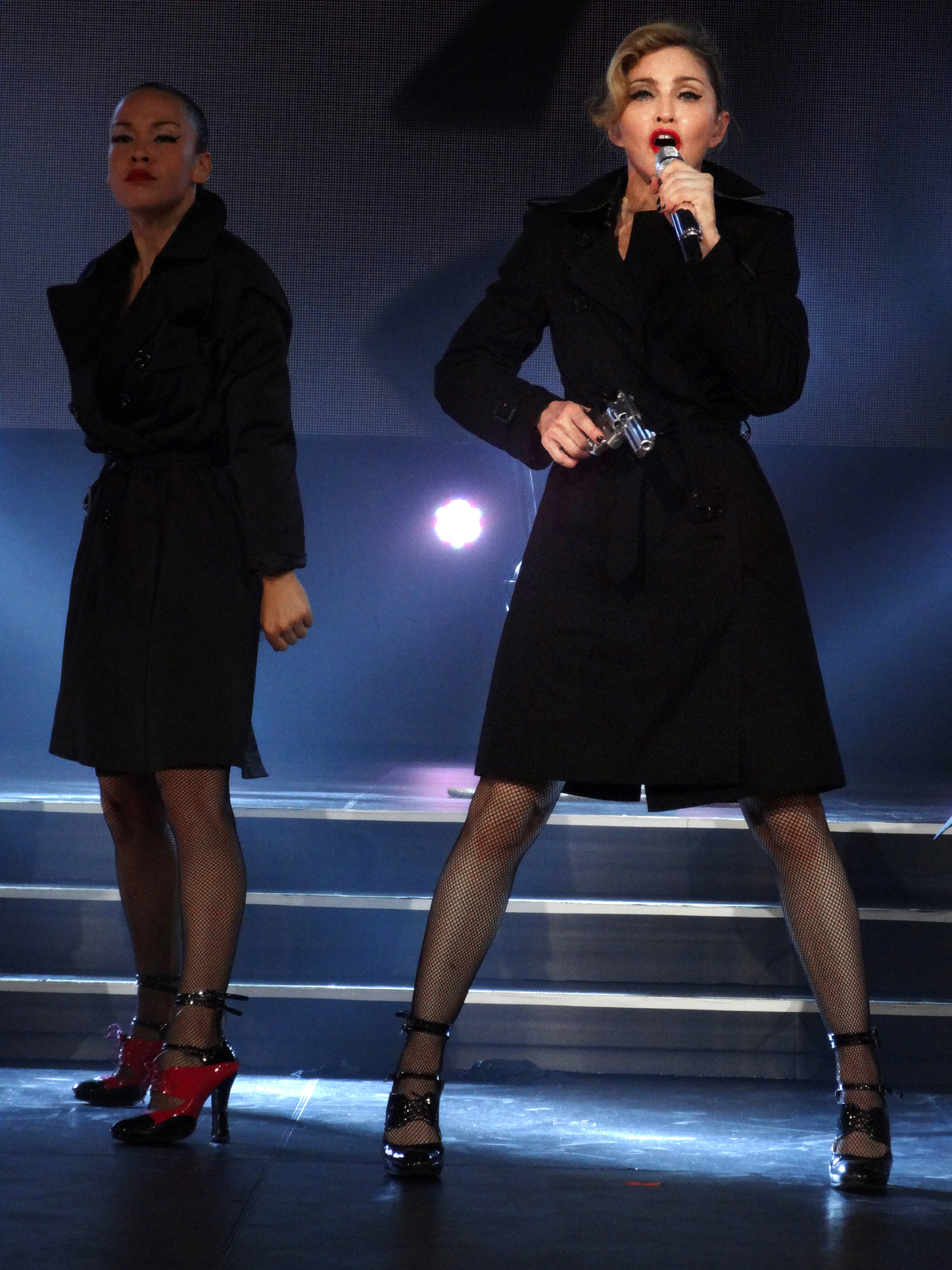
Madonna esegue Beautiful Killer

Lo show, della durata complessiva di circa 50 minuti, era parzialmente ispirato al MDNA Tour, sebbene la scaletta fosse notevolmente ridotta e contenesse due brani non eseguiti durante il tour: Beautiful Killer e Je t'aime...moi non plus .
Lo spettacolo è stato trasmesso in diretta streaming sul sito YouTube.

### Scaletta
Radio Dial Static Medley (video intro, contiene elementi di Holiday, Into the Groove, Lucky Star, Like a Virgin, 4 Minutes, Ray of Light e Music)
1. Turn Up the Radio
2. Open Your Heart (contiene eleme di Sagarra Jo)
3. Masterpiece

Justify My Love (video interludio)
1. Vogue
2. Erotic Candy Shop (contiene elementi di Candy Shop, Erotica e Ashamed of Myself)
3. Human Nature
4. Beautiful Killer (contiene elementi di Die Another Day)
5. Je t'aime... moi non plus

## Artisti d'apertura
La seguente lista rappresenta il numero correlato agli artisti d'apertura nella tabella delle date del tour.
- Martin Solveig = 1
- Benny Benassi = 2
- Offer Nissim = 3
- LMFAO = 4
- Alesso = 5
- Paul Oakenfold = 6
- Sebastian Ingrosso = 7
- CLMD = 8
- Laidback Luke = 9
- Avicii = 10
- MiSha Skye = 11
- Felguk = 12
- Gui Boratto = 13
- Fabrício Peçanha = 14

## Date
| Data              | Città             | Stato               | Luogo                                      | Artisti d'apertura | Biglietti (venduti / disponibili) | Incasso      |
| Asia              | Asia              | Asia                | Asia                                       | Asia               | Asia                              | Asia         |
| ----------------- | ----------------- | ------------------- | ------------------------------------------ | ------------------ | --------------------------------- | ------------ |
| 31 maggio 2012    | Tel Aviv          | Israele             | Stadio Ramat Gan                           | 1                  | 33.457 / 33.457                   | $4.339.876   |
| 3 giugno 2012     | Abu Dhabi         | Emirati Arabi Uniti | du Arena                                   | 2                  | 45.722 / 45.722                   | $8.053.500   |
| 4 giugno 2012     | Abu Dhabi         | Emirati Arabi Uniti | du Arena                                   | 2                  | 45.722 / 45.722                   | $8.053.500   |
| Europa            |                   |                     |                                            |                    |                                   |              |
| 7 giugno 2012     | Istanbul          | Turchia             | Türk Telekom Arena                         | 3                  | 47.789 / 47.789                   | $6.219.598   |
| 12 giugno 2012    | Roma              | Italia              | Stadio Olimpico                            | 1                  | 36.658 / 36.658                   | $2.835.542   |
| 14 giugno 2012    | Milano            | Italia              | Stadio Meazza                              | 1                  | 53.244 / 53.244                   | $5.624.570   |
| 16 giugno 2012    | Firenze           | Italia              | Stadio Franchi                             | 1                  | 42.434 / 42.434                   | $4.252.680   |
| 20 giugno 2012    | Barcellona        | Spagna              | Palau Sant Jordi                           | 1                  | 33.178 / 33.178                   | $3.893.274   |
| 21 giugno 2012    | Barcellona        | Spagna              | Palau Sant Jordi                           | 1                  | 33.178 / 33.178                   | $3.893.274   |
| 24 giugno 2012    | Coimbra           | Portogallo          | Stadio Città di Coimbra                    | 1                  | 33.597 / 33.597                   | $3.156.022   |
| 28 giugno 2012    | Berlino           | Germania            | O2 World                                   | 1                  | 25.481 / 25.481                   | $3.679.378   |
| 30 giugno 2012    | Berlino           | Germania            | O2 World                                   | 1                  | 25.481 / 25.481                   | $3.679.378   |
| 2 luglio 2012     | Copenaghen        | Danimarca           | Stadio Parken                              | 1                  | 29.416 / 29.416                   | $2.980.465   |
| 4 luglio 2012     | Göteborg          | Svezia              | Ullevi                                     | 1                  | 36.472 / 36.472                   | $4.510.807   |
| 7 luglio 2012     | Amsterdam         | Paesi Bassi         | Ziggo Dome                                 | 1                  | 29.172 / 29.172                   | $3.777.245   |
| 8 luglio 2012     | Amsterdam         | Paesi Bassi         | Ziggo Dome                                 | 1                  | 29.172 / 29.172                   | $3.777.245   |
| 10 luglio 2012    | Colonia           | Germania            | Lanxess Arena                              | 1                  | 14.489 / 14.489                   | $1.775.841   |
| 12 luglio 2012    | Bruxelles         | Belgio              | Stadio Re Baldovino                        | 1                  | 36.778 / 36.778                   | $3.676.447   |
| 14 luglio 2012    | Saint-Denis       | Francia             | Stade de France                            | 1                  | 62.195 / 62.195                   | $7.195.799   |
| 17 luglio 2012    | Londra            | Regno Unito         | Hyde Park                                  | 4                  | 54.140 / 54.140                   | $6.714.027   |
| 19 luglio 2012    | Birmingham        | Regno Unito         | National Indoor Arena                      | 5                  | 11.684 / 11.684                   | $1.998.196   |
| 21 luglio 2012    | Edimburgo         | Regno Unito         | Stadio di Murrayfield                      | 5                  | 52.160 / 52.160                   | $4.974.731   |
| 24 luglio 2012    | Dublino           | Irlanda             | Aviva Stadium                              | 5                  | 33.953 / 33.953                   | $3.175.497   |
| 26 luglio 2012    | Parigi            | Francia             | Olympia                                    | N.D.               | 2.576 / 2.576                     | $346.653     |
| 29 luglio 2012    | Vienna            | Austria             | Stadio Ernst Happel                        | 1                  | 33.250 / 33.250                   | $1.953.791   |
| 1º agosto 2012    | Varsavia          | Polonia             | Stadio nazionale                           | 6                  | 38.699 / 38.699                   | $2.933.410   |
| 4 agosto 2012     | Kiev              | Ucraina             | Stadio Olimpico                            | 7                  | 31.022 / 31.022                   | $4.893.317   |
| 7 agosto 2012     | Mosca             | Russia              | Olimpijskij                                | 5                  | 19.842 / 19.842                   | $4.074.400   |
| 9 agosto 2012     | San Pietroburgo   | Russia              | SKK Peterburgsky                           | 5                  | 19.079 / 19.079                   | $2.683.569   |
| 12 agosto 2012    | Helsinki          | Finlandia           | Stadio Olimpico                            | 1                  | 42.760 / 42.760                   | $5.589.900   |
| 15 agosto 2012    | Bærum             | Norvegia            | Telenor Arena                              | 8                  | 18.631 / 18.631                   | $3.017.871   |
| 18 agosto 2012    | Zurigo            | Svizzera            | Letzigrund                                 | 1                  | 37.792 / 37.792                   | $4.989.192   |
| 21 agosto 2012    | Nizza             | Francia             | Stadio Ehrmann                             | 4                  | 29.670 / 29.670                   | $2.386.311   |
| Nord America      |                   |                     |                                            |                    |                                   |              |
| 28 agosto 2012    | Filadelfia        | Stati Uniti         | Wells Fargo Center                         | 9                  | 15.741 / 15.741                   | $2.651.855   |
| 30 agosto 2012    | Montréal          | Canada              | Centre Bell                                | 1                  | 16.918 / 16.918                   | $3.457.482   |
| 1º settembre 2012 | Québec            | Canada              | Pianure di Abraham                         | 6                  | 70.569 / 70.569                   | $8.098.292   |
| 4 settembre 2012  | Boston            | Stati Uniti         | TD Garden                                  | N.D.               | 13.995 / 13.995                   | $2.450.720   |
| 6 settembre 2012  | New York          | Stati Uniti         | Yankee Stadium                             | 10                 | 79.775 / 79.775                   | $12.599.540  |
| 8 settembre 2012  | New York          | Stati Uniti         | Yankee Stadium                             | 10                 | 79.775 / 79.775                   | $12.599.540  |
| 10 settembre 2012 | Ottawa            | Canada              | Scotiabank Place                           | 6                  | 14.422 / 14.422                   | $2.371.994   |
| 12 settembre 2012 | Toronto           | Canada              | Air Canada Centre                          | 6                  | 32.557 / 32.557                   | $7.458.188   |
| 13 settembre 2012 | Toronto           | Canada              | Air Canada Centre                          | 6                  | 32.557 / 32.557                   | $7.458.188   |
| 15 settembre 2012 | Atlantic City     | Stati Uniti         | Boardwalk Hall                             | 6                  | 12.207 / 12.207                   | $2.891.340   |
| 19 settembre 2012 | Chicago           | Stati Uniti         | United Center                              | 6                  | 28.143 / 28.143                   | $5.102.880   |
| 20 settembre 2012 | Chicago           | Stati Uniti         | United Center                              | 6                  | 28.143 / 28.143                   | $5.102.880   |
| 23 settembre 2012 | Washington        | Stati Uniti         | Verizon Center                             | 2                  | 27.944 / 27.944                   | $4.860.428   |
| 24 settembre 2012 | Washington        | Stati Uniti         | Verizon Center                             | 2                  | 27.944 / 27.944                   | $4.860.428   |
| 29 settembre 2012 | Vancouver         | Canada              | Rogers Arena                               | 1                  | 28.500 / 28.500                   | $4.758.994   |
| 30 settembre 2012 | Vancouver         | Canada              | Rogers Arena                               | 1                  | 28.500 / 28.500                   | $4.758.994   |
| 2 ottobre 2012    | Seattle           | Stati Uniti         | KeyArena                                   | 1                  | 23.651 / 23.651                   | $3.723.405   |
| 3 ottobre 2012    | Seattle           | Stati Uniti         | KeyArena                                   | 1                  | 23.651 / 23.651                   | $3.723.405   |
| 6 ottobre 2012    | San Jose          | Stati Uniti         | HP Pavilion                                | 1 ; 11             | 25.907 / 25.907                   | $4.791.285   |
| 7 ottobre 2012    | San Jose          | Stati Uniti         | HP Pavilion                                | 1 ; 11             | 25.907 / 25.907                   | $4.791.285   |
| 10 ottobre 2012   | Los Angeles       | Stati Uniti         | Staples Center                             | 1                  | 29.015 / 29.015                   | $6.162.835   |
| 11 ottobre 2012   | Los Angeles       | Stati Uniti         | Staples Center                             | 1                  | 29.015 / 29.015                   | $6.162.835   |
| 13 ottobre 2012   | Las Vegas         | Stati Uniti         | MGM Grand Garden Arena                     | 1                  | 24.991 / 24.991                   | $7.188.879   |
| 14 ottobre 2012   | Las Vegas         | Stati Uniti         | MGM Grand Garden Arena                     | 1                  | 24.991 / 24.991                   | $7.188.879   |
| 16 ottobre 2012   | Phoenix           | Stati Uniti         | US Airways Center                          | 11                 | 13.239 / 13.239                   | $2.389.060   |
| 18 ottobre 2012   | Denver            | Stati Uniti         | Pepsi Center                               | 11                 | 13.280 / 13.280                   | $2.135.835   |
| 21 ottobre 2012   | Dallas            | Stati Uniti         | American Airlines Center                   | 2                  | 14.360 / 14.360                   | $2.329.690   |
| 24 ottobre 2012   | Houston           | Stati Uniti         | Toyota Center                              | 1                  | 24.797 / 24.797                   | $4.390.355   |
| 25 ottobre 2012   | Houston           | Stati Uniti         | Toyota Center                              | 1                  | 24.797 / 24.797                   | $4.390.355   |
| 27 ottobre 2012   | New Orleans       | Stati Uniti         | New Orleans Arena                          | 6                  | 14.498 / 14.498                   | $2.261.515   |
| 30 ottobre 2012   | Kansas City       | Stati Uniti         | Sprint Center                              | 6                  | 14.108 / 14.108                   | $2.366.220   |
| 1º novembre 2012  | Saint Louis       | Stati Uniti         | Scottrade Center                           | 6                  | 16.022 / 16.022                   | $2.449.110   |
| 3 novembre 2012   | Saint Paul        | Stati Uniti         | Xcel Energy Center                         | 6                  | 26.084 / 26.084                   | $4.229.005   |
| 4 novembre 2012   | Saint Paul        | Stati Uniti         | Xcel Energy Center                         | 6                  | 26.084 / 26.084                   | $4.229.005   |
| 6 novembre 2012   | Pittsburgh        | Stati Uniti         | Consol Energy Center                       | 6                  | 14.120 / 14.120                   | $2.358.670   |
| 8 novembre 2012   | Detroit           | Stati Uniti         | Joe Louis Arena                            | 6                  | 13.716 / 13.716                   | $1.833.154   |
| 10 novembre 2012  | Cleveland         | Stati Uniti         | Quicken Loans Arena                        | 6                  | 16.487 / 16.487                   | $2.546.780   |
| 12 novembre 2012  | New York          | Stati Uniti         | Madison Square Garden                      | 1                  | 24.790 / 24.790                   | $4.846.665   |
| 13 novembre 2012  | New York          | Stati Uniti         | Madison Square Garden                      | 1                  | 24.790 / 24.790                   | $4.846.665   |
| 15 novembre 2012  | Charlotte         | Stati Uniti         | Time Warner Cable Arena                    | 1                  | 13.817 / 13.817                   | $2.208.180   |
| 17 novembre 2012  | Atlanta           | Stati Uniti         | Philips Arena                              | 6                  | 13.504 / 13.504                   | $2.379.792   |
| 19 novembre 2012  | Miami             | Stati Uniti         | American Airlines Arena                    | 6                  | 27.976 / 27.976                   | $5.241.125   |
| 20 novembre 2012  | Miami             | Stati Uniti         | American Airlines Arena                    | 6                  | 27.976 / 27.976                   | $5.241.125   |
| 24 novembre 2012  | Città del Messico | Messico             | Foro Sol                                   | 6                  | 84.382 / 84.382                   | $11.586.745  |
| 25 novembre 2012  | Città del Messico | Messico             | Foro Sol                                   | 6                  | 84.382 / 84.382                   | $11.586.745  |
| Sud America       |                   |                     |                                            |                    |                                   |              |
| 28 novembre 2012  | Medellín          | Colombia            | Stadio Atanasio Girardot                   | 6                  | 90.018 / 90.018                   | $14.741.104  |
| 29 novembre 2012  | Medellín          | Colombia            | Stadio Atanasio Girardot                   | 6                  | 90.018 / 90.018                   | $14.741.104  |
| 2 dicembre 2012   | Rio de Janeiro    | Brasile             | Parco degli Atleti                         | 12                 | 34.709 / 34.709                   | $4.332.428   |
| 4 dicembre 2012   | San Paolo         | Brasile             | Stadio Morumbi                             | 13                 | 85.255 / 85.255                   | $8.430.677   |
| 5 dicembre 2012   | San Paolo         | Brasile             | Stadio Morumbi                             | 13                 | 85.255 / 85.255                   | $8.430.677   |
| 9 dicembre 2012   | Porto Alegre      | Brasile             | Stadio olimpico Monumentale                | 14                 | 42.524 / 42.524                   | $7.578.191   |
| 13 dicembre 2012  | Buenos Aires      | Argentina           | Stadio Monumental Antonio Vespucio Liberti | 9                  | 89.226 / 89.226                   | $10.820.041  |
| 15 dicembre 2012  | Buenos Aires      | Argentina           | Stadio Monumental Antonio Vespucio Liberti | 9                  | 89.226 / 89.226                   | $10.820.041  |
| 19 dicembre 2012  | Santiago del Cile | Cile                | Stadio Nazionale del Cile                  | 9                  | 47.625 / 47.625                   | $3.867.601   |
| 22 dicembre 2012  | Córdoba           | Argentina           | Stadio Mario Alberto Kempes                | 9                  | 48.133 / 48.133                   | $5.566.393   |
| Totale            | Totale            | Totale              | Totale                                     | Totale             | 2.212.325 / 2.212.325 (100%)      | $305.158.362 |

### Cancellazioni
| 11 giugno 2012  | Zagabria | Croazia     | Stadio Maksimir          | Conflitto con una partita di calcio |
| Nord America    |          |             |                          |                                     |
| 20 ottobre 2012 | Dallas   | Stati Uniti | American Airlines Center | Laringite dell’artista              |

## I numeri
205 giorni di durata del tour (dal 31 maggio 2012 al 22 dicembre 2012)
87 rappresentazioni dello spettacolo
62 città toccate dal tour in 4 continenti (Nord America e Canada, Sud America, Europa, Asia)
2 show cancellati
120 minuti di durata dello show
21 brani eseguiti durante lo show
2 coriste, 22 ballerini e 2 equilibristi sul palco insieme a Madonna
2.212.325 spettatori
305.158.362 dollari incassati